# Petit Saint-Antoine
Le Petit Saint-Antoine était une maison de chanoines fondée à Paris en 1361 pour secourir les malades atteints du feu infernal ou mal des ardents (ergotisme).

## Situation
Le couvent se situait l'origine entre la rue Saint-Antoine (actuelle rue François-Miron) et la rue du Roi-de-Sicile.
Il occupait approximativement l'emplacement actuel des nos 11 et 13 rue du Roi-de-Sicile, les nos 18 et 20 et les nos 1 à 7 rue de Rivoli et les nos 39 à 45 rue François-Miron.

## Historique
L'ordre hospitalier de Saint-Antoine, originaire du Viennois, fonde à Paris un hospice sous le règne de Jean II le Bon. Charles V, alors régent du royaume, favorise cet établissement, en leur faisant don du manoir de la Saussaie. Cette propriété, située dans les rues Saint-Antoine et du Roi-de-Sicile, avait été confisquée par le roi à deux partisans de Charles II de Navarre. L'établissement est érigé en commanderie en 1365. On y fait entrer quelques religieux qui exercent l'hospitalité envers les indigents atteints de la maladie appelée feu de Saint-Antoine (ergotisme). L'église du couvent est construite en 1368.
En janvier 1407 y est fondée la chapelle des rois d'armes et hérauts du royaume de France, avec la permission du commandeur des frères de Saint-Antoine. À ces hérauts était affectée une chapelle fermée de grilles située derrière le maître-autel avec permission de la décorer, d'y placer des sièges et des coffres (pour des vêtements, des objets liturgiques ou autres, peut-être des archives) et même de s'y faire inhumer. Des messes et des services étaient prévus, pour les vivants et les morts. C'était là la création d'un collège ou d'une confrérie.
En 1615, le titre de la commanderie de Paris est supprimé et la maison est convertie en collège pour l'instruction des jeunes religieux de l'ordre. En 1776, l'ordre hospitalier de Saint-Antoine est uni à l'ordre de Saint-Jean de Jérusalem.
Cette maison religieuse est supprimée en 1790. Devenue bien national, elle est vendue en deux lots le 7 messidor an VI (25 juin 1798). Elle est démolie en 1792. Sur son emplacement, est ouvert en 1806 le passage du Petit-Saint-Antoine dans l'alignement de la rue des Juifs (actuelle rue Ferdinand-Duval),. Le no 69 rue Saint-Antoine est construit à l'emplacement de la chapelle. Lors du percement du prolongement de la rue de Rivoli, ce passage est à son tour supprimé.